# أهل الرشيدي (حبيل جبر)

تعديل مصدري - تعديل

أهل الرشيدي هي إحدى قرى عزلة حبيل جبر بمديرية حبيل جبر التابعة لمحافظة لحج، بلغ تعداد سكانها 82 نسمة حسب تعداد اليمن لعام 2004.